# Оринда (Калифорнија)
Оринда (енгл. Orinda) град је у америчкој савезној држави Калифорнија. По попису становништва из 2010. у њему је живело 17.643 становника.

## Демографија
Према попису становништва из 2010. у граду је живело 17.643 становника, што је 44 (0,3%) становника више него 2000. године.
| Група             | 2000.          | 2010.          |
| Белци             | 14.857 (84,4%) | 13.910 (78,8%) |
| Афроамериканци    | 82 (0,5%)      | 149 (0,8%)     |
| Азијати           | 1.626 (9,2%)   | 2.016 (11,4%)  |
| Хиспаноамериканци | 560 (3,2%)     | 807 (4,6%)     |
| Укупно            | 17.599         | 17.643         |

## Партнерски градови
- Табор
- Lamphun